# 10-й воздушно-десантный корпус
10-й воздушно-десантный корпус — войсковое соединение авиации РККА Вооружённых Сил СССР во время Великой Отечественной войны.
Сокращённое наименование — 10 вдк.

## Первое формирование
Первый раз корпус был сформирован в октябре 1941 года в Красном Яре Саратовской области на основании приказа Ставки Верховного Главнокомандования № 0083 от 4 сентября 1941 года «О развертывании воздушно-десантных войск Красной Армии» и приказа Наркома Обороны СССР № 0083 от 4 сентября 1941 года «О развёртывании воздушно-десантных войск Красной Армии».
В состав корпуса вошли:
- управление
- 23-я воздушно-десантная бригада (командир — майор Александр Георгиевич Мильский)
- 24-я воздушно-десантная бригада (командир — майор Алексей Николаевич Лобанов)
- 25-я воздушно-десантная бригада (командир — майор Павел Петрович Внук)
- миномётный дивизион
- сапёрный батальон
- разведывательная рота
- рота связи

Всего в корпусе насчитывалось около 10 тысяч человек, 90 процентов бойцов являлись коммунистами и комсомольцами. Корпус формировался за счёт молодых людей 1922 года рождения, приехавших из Сибири, с Урала, которые по призыву ЦК ВЛКСМ пошли добровольцами в воздушно-десантные войска.
В подразделениях сразу же начались занятия по боевой подготовке. Десантники с утра до вечера изучали оружие, овладевали приемами ведения боя. В начале декабря 1941 года корпус был перемешен на станцию Внуково Московско-Киевской железной дороги на территорию Московского военного округа. Здесь имелась лучшая материальная база, и сразу же развернулась интенсивная боевая подготовка десантников. С каждым месяцем нагрузка на занятиях увеличивалась, в том числе и физическая. К апрелю 1942 года каждый десантник совершил по 5-6 тренировочных прыжков с парашютом.
В мае 1942 года 23-я воздушно-десантная бригада участвовала в воздушно-десантной операции по выводу остатков группы генерала П. А. Белова из окружения. В течение трёх ночей с 29 мая по 3 июня 23-я воздушно-десантная бригада совместно 211-й воздушно-десантная бригадой 1-го воздушно-десантного корпуса с аэродрома Внуково была высажена в тылу у немцев. Бригада действовала в авангарде 4-го воздушно-десантного корпуса, совершив большой, 200-километровый рейд по тылам врага, с ежедневными боями, тяжёлыми ночными переходами по лесам и болотам. 26 июня 1942 года десантники смогли прорвать окружение и выйти к деревне Жилино. После чего бригада была возвращена в состав 10-го воздушно-десантного корпуса.
На основании приказа Ставки Верховного Главнокомандования № opг/2/786742 от 2 августа 1942 года 10-й воздушно-десантный корпус (1-го формирования), в период с 3 по 7 августа 1942 года, был переформирован в 41-ю гвардейскую стрелковую дивизию.

### Боевой состав
| Дата       | Фронт                     | Армия | В составе (стрелковые)                       | Другие части, в том числе приданные | Примечания                                       |
| ---------- | ------------------------- | ----- | -------------------------------------------- | ----------------------------------- | ------------------------------------------------ |
| 01.11.1941 | Приволжский военный округ | -     | 23-я, 24-я и 25-я воздушно-десантные бригады | -                                   | на формировании                                  |
| 01.12.1941 | Приволжский военный округ | -     | 23-я, 24-я и 25-я воздушно-десантные бригады | -                                   | -                                                |
| 01.01.1942 | Московский военный округ  | -     | 23-я, 24-я и 25-я воздушно-десантные бригады | -                                   | -                                                |
| 01.02.1942 | Московский военный округ  | -     | 23-я, 24-я и 25-я воздушно-десантные бригады | -                                   | -                                                |
| 01.03.1942 | Московский военный округ  | -     | 23-я, 24-я и 25-я воздушно-десантные бригады | -                                   | -                                                |
| 01.04.1942 | Московский военный округ  | -     | 23-я, 24-я и 25-я воздушно-десантные бригады | -                                   | -                                                |
| 01.05.1942 | Московский военный округ  | -     | 23-я, 24-я и 25-я воздушно-десантные бригады | -                                   | -                                                |
| 01.06.1942 | Московский военный округ  | -     | 24-я и 25-я воздушно-десантные бригады       | -                                   | 23-я воздушно-десантная бригада — Западный фронт |
| 01.07.1942 | Московский военный округ  | -     | 23-я, 24-я и 25-я воздушно-десантные бригады | -                                   | -                                                |
| 01.08.1942 | Московский военный округ  | -     | 23-я, 24-я и 25-я воздушно-десантные бригады | -                                   | -                                                |

### Командование корпуса

#### Командир
- Иванов Николай Петрович (05.12.1941 — 01.08.1942), полковник[5]

#### Военный комиссар
- Кизевич Семён Григорьевич (10.1941 — 01.08.1942), бригадный комиссар[6]

#### Начальники штаба
- Денисенко, Михаил Иванович (1942 — 03.1942), полковник[7];
- Абрамов Иван Васильевич (05.1942 — 01.08.1942), полковник

## Второе формирование
Второй раз корпус был сформирован в августе 1942 года, на основании постановления ГКО № 2178с от 16 августа 1942 года. Формирование проходило в посёлке Внуково Московского военного округа по штатам № 035/10—035/25 в количестве 9930 человек.
В состав корпуса вошли:
- управление
- 23-я воздушно-десантная бригада
- 24-я воздушно-десантная бригада
- 25-я воздушно-десантная бригада

Приказом Народного комиссара обороны № 00253 от 8 декабря 1942 года, на базе бригад 10-го воздушно-десантного корпуса (2-го формирования) была сформирована 8-я гвардейская воздушно-десантная дивизия.

### Боевой состав
| Дата       | Фронт                    | Армия | В составе (стрелковые)                       | Другие части, в том числе приданные | Примечания |
| ---------- | ------------------------ | ----- | -------------------------------------------- | ----------------------------------- | ---------- |
| 01.09.1942 | Московский военный округ | -     | 23-я, 24-я и 25-я воздушно-десантные бригады | -                                   | -          |
| 01.10.1942 | Московский военный округ | -     | 23-я, 24-я и 25-я воздушно-десантные бригады | -                                   | -          |
| 01.11.1942 | Московский военный округ | -     | 23-я, 24-я и 25-я воздушно-десантные бригады | -                                   | -          |
| 01.12.1942 | Московский военный округ | -     | 23-я, 24-я и 25-я воздушно-десантные бригады | -                                   | -          |

### Командование корпуса

#### Командир
- Капитохин, Александр Григорьевич (29.08.1942 — 08.12.1942), генерал-майор[11]

#### Военный комиссар
- Саяпин Василий Фёдорович (17.08.1942 — 06.12.1942), старший батальонный комиссар[6]

#### Начальник штаба
- Чернявин Павел Георгиевич ( — 08.12.1942), подполковник